# Trigonoptera muruana
Trigonoptera muruana là một loài bọ cánh cứng trong họ Cerambycidae.